# 芝浦出入口
芝浦出入口（しばうらでいりぐち）は、東京都港区にある首都高速1号羽田線の出入口である。上下線双方の出口・入口とも設置されているフルインターチェンジである。
当出入口を境に芝浦JCT方面はオートバイの二人乗りが禁止されている。

## 歴史
- 1962年12月20日 : 浜崎橋JCT - 芝浦出入口開通
- 1963年12月21日 : 芝浦出入口 - 鈴ヶ森出入口開通

## 料金所
総ブース数：4

### 銀座・新宿方面
- ブース数: 2
  - ETC専用: 1
  - 一般: 1

### 羽田・横浜方面
- ブース数: 2
  - ETC/一般: 1
  - 一般: 1

## 標識の表示
出口
- 出口 : 芝浦
- 番号
  - 銀座・新宿方面 : 101
  - 羽田・横浜方面 : 102
- 方面
  - 銀座・新宿方面 : 品川 海岸通り
  - 羽田・横浜方面 : 海岸通り

入口
- 入口 : 芝浦
- 番号
  - 銀座・新宿方面 : 101
  - 羽田・横浜方面 : 102

## 接続する道路
- 首都高速1号羽田線(101番、102番)
- 海岸通り

## 周辺
- 芝浦ふ頭駅
- 芝浦ふ頭

## 隣
首都高速1号羽田線
浜崎橋JCT - 芝浦JCT - (101)芝浦出入口（銀座・新宿方面） - (102)芝浦出入口（羽田・横浜方面） - 大井JCT - (103)勝島出入口